# Épopée rock
Épopée rock est une comédie musicale et un téléroman québécois en 185 épisodes de 25 minutes créé par Monique Saintonge et diffusé entre le 30 mai 1984 et le 17 avril 1990 sur le réseau TVA. Elle a été rediffusée à partir du 21 mai 2012 sur Prise 2.

## Synopsis
Ce téléroman met en scène les Stardust, un groupe de quatre jeunes musiciens, à Montréal, à la fin des années 1950, début 1960. Leur lieu de rendez-vous est le snack-bar Chez Popol, où ils se rencontrent avec leurs nombreux amis.

## Fiche technique
- Scénaristes : Monique Saintonge et Caroline Bouffard
- Réalisation : Roger Legault, Réal Nantel, Pierre Laberge, Pierre A. Morin, Gaétan Bénic, Armand Bastien
- Société de production : Télé-Métropole

## Distribution
- Suzane Bouchard : Jackie
- Sylvain Bellerose : Slim
- Roger Michael : Popol Smet
- Jano Bergeron : Nico Laliberté
- Marthe Choquette : Ti-Sœur
- Janine Mignolet : Raymonde Dufour
- Linda Roy : Ginette Gagnon
- Martin Faucher : J.C.
- Dominic Philie : François
- Francine Lareau : Suzanne Dufour
- Thomas Graton : Bouboule
- Sébastien Tougas : Pierrot
- Muriel Berger : Fleurette Bolduc
- Hélène Martineau : Azilda Bolduc
- Guillaume Lemay-Thivierge : Ti-Guy
- Patrick Peuvion : Paul Brien
- Francine Morand : Madeleine Brien
- Nathalie Déry : Michelle Brien
- Mario Lirette : Denis Zipper Groleau
- André St-Denis : Sergent Victor Laliberté
- Patrice Dussault : Claude, dit Cloclo
- Mireille Thibault : Hectorine Lachance
- Ruth Arsenault : Lison Laliberté
- Pierre Mayer : Gaétan Monette
- Isabelle Truchon : Manon
- Pierre Houle : Louis
- Marie-Claude Brault : Jojo
- Jean-Marie Lapointe : Ti-Nours
- Maryse Michaud : Miche
- Patsy Gallant : mère de J.C.
- Martine Fugère : Patricia Brien
- Mario Piette : Gérard
- Stéphanie Audrey : Gina
- Kent Bonkoff : Kevin
- Gilbert Comtois : M. le curé
- François Cormier : Normand
- Jean-Bernard Côté : Gino
- Gilles Girard : Pinceau
- Marc Legault : Patient Ladouceur
- Gildor Roy : Gerry
- Claude Sandoz : Gaston Lelarge
- Yvette Thuot : tante Mina
- Denise Émond : Mme Laliberté
- Michel Louvain : Cocher
- Serge Laprade : Facteur
- Louise-Josée Mondoux : Mona
- Jenny Rock : Jenny
- Luc Picard : Commis de bureau
- Roch Voisine : Rocky Willis
- Mitsou Gélinas : Lola
- Gaétan Labrèche : Décorateur
- Julie Daraîche
- Jacques Desrosiers
- Pierre Jean
- Evan Joanness
- Claude Landré
- Tex Lecor
- Tony Massarelli
- Roberto Medile
- Roméo Pérusse
- Ginette Sage

### Les Stardust
- Joey Tardif
- Carlyle Miller
- Dominique Messier (1985-1990)
- Sydney Freund (1985-1990)
- Sylvain Coutu (1984-1985)
- John Farley (1984)

## Ce que les principaux acteurs sont devenus
- Joey Tardif possède un restaurant dans Charlevoix, "Le Bootlegger" où il agit également à titre de musicien et chanteur.
- Carlyle Miller est devenu conseiller financier à la TD Canada Trust où il occupe le poste de directeur adjoint. Il n'a plus fait de musique depuis 20 ans[3].
- Sydney Freund enseigne la guitare au Collège Bourget.
- Dominique Messier est le batteur de Céline Dion.
- Francine Lareau (Suzanne) a eu de petits rôles au théâtre et à la télévision, mais surtout, elle pratique le métier d'humoriste.
- Dominic Phillie (François) a eu différents rôles à la télévision, dont entre autres : Ramdam, Les Boys, Fortier[4].
- Sylvain Bellerose (Slim) a joué récemment dans Toute la vérité où il campait le personnage d'un témoin dans le cadre d'un procès dans la saison 3 de ce populaire téléroman. Il a changé son prénom pour Joseph.
- Thomas Graton (Bou-boule) a une agence de casting[5] Il a eu une carrière prolifique dans les émissions jeunesses tel que Pin Pom, Robin et Stella, La Princesse Astronaute et il a joué aussi dans La maison Deschênes.
- Roger Michael (M. Popol) a une école de théâtre et il joue parfois de petits rôles à la télévision, tel que dans Un tueur si proche en 2011. Il écrit et produit également une web série dans laquelle il reprend son rôle d'un M. Popol vieillissant[6].
- Jano Bergeron (Niko) a fait une carrière dans la chanson réussie dans les années 1980-90 mais un problème important de santé l'a obligé à y renoncer. Elle s'adonne maintenant à la peinture à l'huile et s'est révélé être une artiste-peintre de grand talent. Elle a des projets d'écriture à venir[7].
- Yvette Thuot Elle continue de jouer au théâtre et à la Télévision (entre autres Les Invasions barbares, Ma Tante Alice, etc.) et prête parfois sa voix à des comédiens anglophones dont le doublage est fait au Québec.
- Janine Mignolet Elle est décédée le 3 mai 1994.
- Gildor Roy (Gerry) est encore aujourd'hui un acteur fort prolifique. Il a entre autres joué dans KM/H et Les Invincibles. Il a également fait de l'animation de talk-show. Mais si sa carrière d'acteur est l'une des plus importantes au Québec, il n'en fut pas ainsi pour celle de chanteur country qu'il a timidement amorcé et terminé à la fin des années 1990.
- Suzanne Bouchard (Jackie) a fondé en 1998 une troupe de théâtre, La Galère, et la troupe voyage à travers le Québec[8].